# Бартелм, Доналд
До́налд Ба́ртелм (Бартелми, англ. Donald Barthelme; 7 апреля 1931, Филадельфия — 23 июля 1989, Хьюстон) — американский писатель-постмодернист, известный своими короткими рассказами. Также работал репортёром в газете Houston Post, был главным редактором журнала Location, директором Музея современного искусства в Хьюстоне (1961—1962), сооснователем журнала Fiction.

## Биография
Бартелм родился в Филадельфии в 1931 году. Его отец и мать познакомились во время учёбы в Пенсильванском университете. В 1933 году, когда отец Доналда получил должность профессора архитектуры в Хьюстонском университете, вся семья перебралась в Техас. Позже он и сам поступил в Хьюстонский университет, где изучал журналистику. В 1951 году, будучи студентом, Бартелм пишет свои первые статьи для газеты Houston Post.
В 1953 году он призван на службу в армию США. 27 июля того же года доставлен на Корейский полуостров, как раз в день подписания соглашения о прекращении огня, фактически положившему конец Корейской войне. Ещё некоторое время Бартелм служил в качестве главного редактора армейской газеты, а после окончания службы вернулся к работе в Houston Post и продолжил учёбу в университете, изучая философию. Занятия он посещал вплоть до 1957 года, однако диплом так никогда и не получил. Бо́льшую часть свободного времени Дональд проводил в Хьюстонских джаз-клубах, слушая таких джазовых музыкантов как Лайонел Хэмптон и Пек Келли.
В 1962 году он переехал в Нью-Йорк, а в следующем году опубликовал свой первый рассказ «L'Lapse». За свои творческие годы Бартелм написал четыре романа и более ста рассказов, а также издал книгу пародий «Запретные наслаждения» и множество коротких эссе и интервью на разнообразные темы.
Доналд Бартелм также некоторое время работал преподавателем в Бостонском университете, Университете Буффало и с 1974 по 1975 год в Сити-колледже, куда был приглашён в качестве заслуженного профессора.
Умер от рака в июле 1989 года.

## Избранная библиография

### Сборники рассказов
- Возвращайтесь, доктор Калигари (Come Back, Dr. Caligari), 1964
- Деяния неслыханные, вещи невозможные (Unspeakable Practices, Unnatural Acts), 1968
- Городская жизнь (City Life), 1970
- Печаль (Sadness), 1972
- Любители (Amateurs), 1976
- Великие дни (Great Days), 1979
- Путь в ночи ко многим дальним городам (Overnight to Many Distant Cities), 1983
- Бар Сэма (Sam's Bar), 1987
- Шестьдесят историй (Sixty Stories), 1981
- Сорок историй (Forty Stories), 1987
- Полёт в Америку: 45 историй (Flying to America: 45 More Stories), 2007

### Романы
- Белоснежка (Snow White), 1967
- Мёртвый отец (The Dead Father), 1975
- Рай (Paradise), 1986
- Король (The King), 1990

### Прочее
- Книга пародий «Запретные наслаждения» (Guilty Pleasures), 1974